# E4 (televize)
E4 je britská digitální televizní stanice fungující od 18. ledna 2001. Písmeno E na začátku znamená Entertainment neboli Zábava. Kanál je vlastěn skupinou Channel Four Television Corporation. Mezi sesterské kanály patří: Film4, More4, 4seven, 4Music, Kerrang!, Heat, Kiss, Magic, Smash Hits! a The Box.

Na stanici je vysílán například seriál Misfits: Zmetci či Naked Attraction.